# Teatre romà de Màlaga

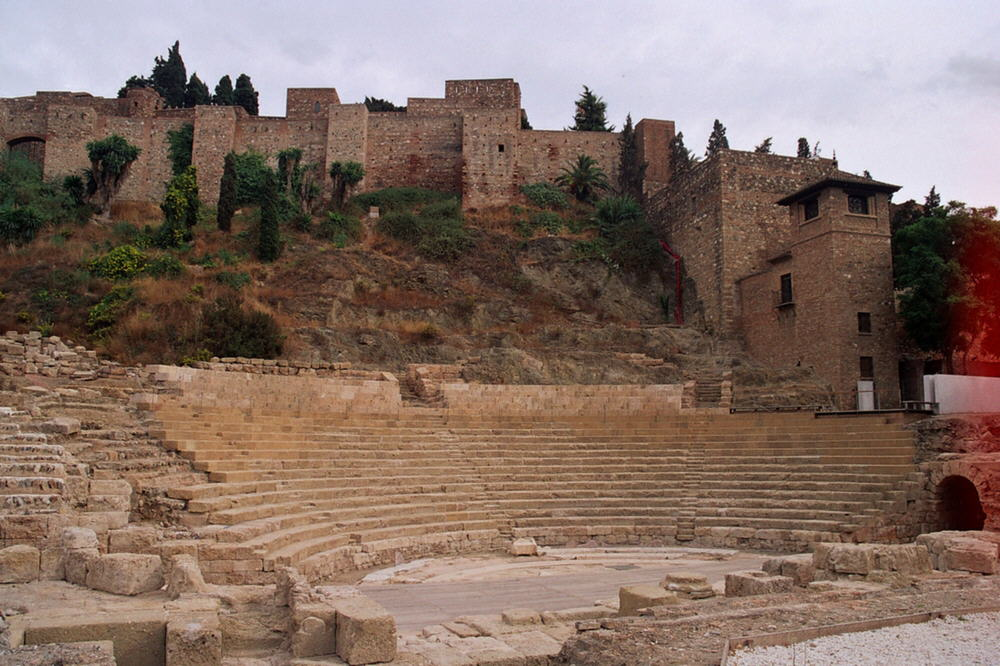
Teatre romà i alcassaba

El teatre romà de Màlaga es troba al peu del mont de l'alcassaba, al carrer Alcazabilla. Va ser descobert el 1951 després de romandre enterrat durant segles, quan s'estaven realitzant uns treballs per la Casa de la Cultura, descobrint-se que estava construïda damunt d'aquest. El 1994, la casa de la cultura va ser demolida, descobrint-se tot el teatre.

## Història
El teatre romà de Màlaga té els seus orígens al segle i aC, a l'època romana, quan Màlaga formà part de la província romana d'Hispània Ulterior. Va ser construït a l'època d'August, utilitzant-se fins al segle iii.
Durant l'època musulmana, va ser utilitzat com pedrera per a la reestructuració de l'Alcassaba, utilitzant capitells i fustos de les columnes per la subjecció dels arcs de ferradura de les portes de l'Alcassaba.

## Edifici
S'hi distingeixen les següents parts:

### Grades
Part del teatre per al seient dels espectadors. Té 31 m de radi per 16 m d'alt. És de planta semicircular i es divideix per les escales en seccions de cercle. Als seients, des de baix i concèntrics, es troba l'inma càvea, la media càvea i la sunma càvea, separades per corredors (praccinctiones). Els accessos a les diferents zones es realitzava per portes voltades o corredors (vomitoria).

### Orchestra
Espai semicircular, de 15 m situat entre les grades i l'escena. Està format per unes grades més baixes, en la que es col·locaven els personatges il·lustres de la ciutat.

### Proscenium(escenari)
Es troba darrere l'orchestra, distingint-se: 
- Pulpitum: lloc de representació entarimat de fusta. Es troba elevat a sobre de l'orchestra, per a facilitar la visió dels personatges il·lustres.
- Frons scaena (front de l'escena): mur, que serveix de protecció i compleix una funció acústica. Tenia la mateixa altura que el punt més alt de les grades.